# 生体ガス
生体ガス（せいたいガス、Biogas）とは、生命活動に伴って産生するガスの総称。
広義では森林の香り、バイオガス（メタンなど）、腐敗臭なども含むが、狭義ではヒトの体内や体表面で産生されるガスを指し、呼気、腸内ガス、皮膚ガスなどとして体外に放散される。ここでは狭義の生体ガスについて述べる。

## 代謝
人間は皮膚からの熱伝導の他呼吸、発汗により排熱しており、また活動量によって酸素消費、二酸化炭素発生も大きく変化し、生体ガスの量に大きく影響する。
人間は安静時75Wで、平均すると100W程度のエネルギーを消費している。ランニングすると700W近くに増加する。
安静時呼気ガスによる水蒸気排出量は30g/hほどだが、激しい活動を行えば発汗により400g/h排出する。
この他大気温度、湿度も発汗量や呼吸による水蒸気量の変化に大きな影響を及ぼす。

## 種類
呼気
呼気は呼吸に伴って排出される気体であり、わずかにミストや微粒子を含む。飽和した水蒸気を除いたガスの組成は、窒素約80%、酸素約16%、二酸化炭素約4%であり、その他の微量成分として、水素、一酸化炭素、窒素酸化物、硫化水素、揮発性有機化合物(VOCs)などが占める。成人の呼気排出量は、1日当たり約17立方メートルである。
呼気成分は、
1. 吸入した空気
2. 摂取した飲食物の分解生成物
3. 腸、口腔、気道に生息する微生物（細菌、ウイルス、真菌など）
4. 細胞の代謝活動により産生される物質、などによって構成される。

口臭は、呼気に乗って出てくる悪臭であり、呼気中のにおい物質だけでなく、口腔内のにおい物質も関与する。また、気道の気道粘膜は加温加湿の機能を有し、気道分岐部付近で温度37℃、相対湿度はほぼ100%になる。
しかし、呼出時に結露、冷却され、排出される時には湿度、温度は低下する。文献によっては、呼気温度34℃、湿度64％、絶対湿度24mg/L、呼気温度32℃、湿度100％、絶対湿度34mg/Lなどとされる。
温度変化が激しいため、水蒸気量の増減を見るためには絶対湿度が有効である。
気道挿管を行う場合はこの加温加湿機能の恩恵を受けられないため、あらかじめ加温加湿した空気を供給する必要がある。
腸内ガス
腸内ガスは消化管ガスの一つであり、腸内に溜まったガスは放屁やげっぷとして排出される。主成分は、窒素、酸素、二酸化炭素、水素、メタンなどであり、これらで99%を占める。成人の放屁量は1日あたり0.5-1.5 Lであり、15-20回にわたって排出される（自覚を伴わない放屁を含む）。
腸内ガス成分は、
1. 口から取り込んだ空気（嚥下）
2. 腸内細菌による飲食物の分解生成物

によって主に構成される。生体内の水素やメタンは、細菌の発酵反応が唯一の起源と考えられている。
皮膚ガス
皮膚の体表面から放散されるガスの総称であり、その一部は体臭として知覚される。皮膚ガスは、エネルギー基質（糖質、脂質、タンパク質）の代謝物、呼吸や食事などを通じて体内に取り込んだ外来因子（外来性物質）、皮膚表面における生物的・化学的反応生成物などから構成される。
皮膚ガスを放散経路で分類すると、
1. 血液由来
2. 皮膚腺（汗腺・脂腺）由来
3. 表面反応由来

に大別できる。

## 生体ガスの利用
現在、臨床検査の主流は観血検査（血液検査）である。しかしながら観血検査は痛みや出血を伴い、重篤な患者や乳幼児の場合、検査に必要な血液を十分に採取できないことがある。一方、生体ガスには中には多くの微量な内因性揮発物質が存在し、その発生には疾病や病態と密接な関係があることから、生体ガスを用いた非侵襲的・非観血的な臨床検査法に関する研究が活発になっている。